# 1,1-ジクロロエチレン
1,1-ジクロロエチレン（1,1-Dichloroethene、1,1-DCE）は、C2H2Cl2という分子式を持つ有機ハロゲン化合物である。可燃性の極めて高い、無色で不快臭の液体である。水には溶けないが、エタノール、ジエチルエーテル、アセトン、ベンゼン、クロロホルムには溶解する。
1,1-DCEはポリ塩化ビニル、ポリアクリロニトリルなどのポリマーを作るときにコモノマーとして加えられる。
また、直接重合させるとポリ塩化ビニリデンを生成する。
1,1-DCEは半導体工学で、純粋な二酸化ケイ素フィルムを製造するのに使われる。
1,1-DCEを吸入した場合の最も大きな影響は中枢神経系に表れ、高濃度では鎮静、酩酊、痙攣、昏睡などの症状が出ることがある。
人の健康に関わる物質として、環境基準が設定されている。労働安全衛生法による2019年有害物ばく露作業報告対象物に指定されている。